# Adonisea nubila
Adonisea nubila là một loài bướm đêm trong họ Noctuidae.